# Mehdi Khalil
Mehdi Salim Khalil (arabisch مهدي سليم خليل, DMG Mahdī Salīm Ḫalīl; * 19. September 1991 in Bouaké, Elfenbeinküste) ist ein libanesisch-sierra-leonischer Fußballtorhüter.

## Karriere

### Verein
In seiner Jugend spielte er von 2004 bis 2007 beim Young Sportsmen Club und ging dann in die Jugendmannschaft des FC Johansen über. Für diese kam er ab 2009 auch schon im Erwachsenenbereich zum Einsatz. Ab 2011 folgten dann Leihen nach Schweden, wo er nun beim Köping FF und Djurgårdens spielte. Zuletzt spielte er noch in seinem Heimatland beim FC Kallon weiter auf Leihbasis.
Ab 2013 verließ er dann Afrika und ging in das Land seiner Eltern, den Libanon, wo er nun beim Safa SC Beirut unterschrieb. Nach über vier Jahren hier ging er weiter zu al-Ahed, wo er mit seinem Team in den nächsten paar Jahren zwei Mal Meister wurde und auch den AFC Cup 2019 gewann. Anfang 2019 wurde er bis zum Ende der Spielzeit 2019/20 an den iranischen Klub Zob Ahan verliehen. Danach kehrte er wieder zu al-Ahed zurück und gewann mit der Mannschaft hier noch einmal die Meisterschaft. Zuletzt war er in der Hinrunde 2023/24 an al-Faisaly nach Jordanien verliehen. Seit Anfang 2024 ist er nun aber wieder Teil des Kaders seines Stammklubs.

### Nationalmannschaft
Sein erstes bekanntes Spiel für die libanesische Fußballnationalmannschaft war am 17. März 2013 bei einem 0:0-Freundschaftsspiel gegen den Bahrain, wo er zur zweiten Halbzeit für Lary Mehanna eingewechselt wurde. Nach einigen weiteren Freundschaftsspieleinsätzen die dann noch ab 2015 folgten, wurde er auch in der Qualifikation für die Weltmeisterschaft 2018 eingesetzt, daneben hütete er aber zumeist in Freundschaftsspielen das Tor. Öfter kam er dann noch bei der Qualifikation für die Asienmeisterschaft 2019 zum Einsatz, wo er in jedem Gruppenspiel eingesetzt wurde. So gehörte er dann ein paar Jahre später auch zum Turnierkader bei der Endrunde, schied mit seinem Team hier aber nach der Gruppenphase aus. Kurz darauf kam er dann aber noch bei der Westasienmeisterschaft 2019 mit seinem Team zu Einsätzen.
In der nächsten Zeit kam er dann bei einigen Spielen der Qualifikation für die Weltmeisterschaft 2022 zu Spielzeit. Auch bei der Playoff-Partie im Vorfeld des Arabien-Pokal 2021 kam er zum Einsatz. Ein paar Monate später zog er sich aber einen Kreuzbandriss zu, womit er das Turnier selbst verpasste. Nach über einem Jahr Pause kam er dann ab November 2022 wieder bei Freundschaftsspielen zum Einsatz. Als Gastmannschaft nahm sein Team dann im darauffolgenden Jahr noch an der Südasienmeisterschaft 2023 teil, wo er selbst bei zwei Partien im Kasten stand.
Am 30. Dezember 2023 wurde er für den finalen Kader bei der Asienmeisterschaft 2024 nominiert.

## Privates
Als Sohn seiner libanesischen Eltern wurde er in der Elfenbeinküste geboren und zog mit diesen später in jungen Jahren nach Freetown in Sierra Leone.